# L'un reste, l'autre part
L'un reste, l'autre part is een Franse film van Claude Berri uit 2005 met in de hoofdrollen Charlotte Gainsbourg, Daniel Auteuil, Nathalie Baye, Pierre Arditi en Miou-Miou.

## Rolverdeling
- Charlotte Gainsbourg: Judith
- Daniel Auteuil: Daniel
- Nathalie Baye: Fanny
- Pierre Arditi: Alain
- Miou-Miou: Anne-Marie
- Laure Duthilleul: Isabelle
- Aïssa Maïga: Farida
- Noémie Lvovsky: Nicole
- Nicolas Lebovici: Julien
- Nicolas Choyé: Cédric
- Laurent Spielvogel: Hubert
- Mélanie Sitbon: Émilie
- Michaël Youn: Michaël Youn